# Кали (Хрватска)
Кали је насељено место и седиште општине у Задарској жупанији, на острву Угљану, Република Хрватска.

## Историја
До територијалне реорганизације у Хрватској налазио се у саставу бивше велике општине Задар.

## Становништво
На попису становништва 2011. године, општина, односно насељено место Кали је имала 1.638 становника.

## Попис1991.
На попису становништва 1991. године, насељено место Кали је имало 2.245 становника, следећег националног састава:
| Попис 1991.‍   | Попис 1991.‍  | Попис 1991.‍ | Попис 1991.‍ | Попис 1991.‍ |
| ------------- | ------------ | ----------- | ----------- | ----------- |
|               |              |             |             |             |
| Хрвати        | Хрвати       |             | 2.149       | 95,72%      |
| Муслимани     | Муслимани    |             | 8           | 0,35%       |
| Југословени   | Југословени  |             | 5           | 0,22%       |
| Албанци       | Албанци      |             | 4           | 0,17%       |
| Срби          | Срби         |             | 3           | 0,13%       |
| Словенци      | Словенци     |             | 1           | 0,04%       |
| Украјинци     | Украјинци    |             | 1           | 0,04%       |
| остали        | остали       |             | 1           | 0,04%       |
| неопредељени  | неопредељени |             | 8           | 0,35%       |
| регион. опр.  | регион. опр. |             | 3           | 0,13%       |
| непознато     | непознато    |             | 62          | 2,76%       |
| укупно: 2.245 |              |             |             |             |